# لینن
لینن (به آلمانی: Lienen) یک شهر در آلمان است که در Steinfurt واقع شده‌است. لینن ۸٬۷۸۴ نفر جمعیت دارد.